# شهرستان مالوپورگینسکی
شهرستان مالوپورگینسکی (به لاتین: Malopurginsky District) یک شهرستان در روسیه است که در اودمورتیا واقع شده‌است.